# Rhacodactylus
A Rhacodactylus Auriculatus (vízköpő gekkó) a Diplodactylinae családba tartozó közepes, ill. nagy gekkók egyik neme.

## Származása, elterjedése
Összes faja Új-Kaledónia szigetein él.

## Megjelenése, felépítése
Végtagjai hosszúak, farka kapaszkodásra specializált, ujjainak lamellái jól fejlettek.
Szexuális dimorfizmusuk fejlett; a hímek általában vaskosabbak fajuk nőstényeinél.

## Életmódja, élőhelye
Összes faja éjszakai életet él.
Az elevenszülő R. trachyrhynchus kivételével minden faj tojással szaporodik.

## Fajai
- Vízköpő gekkó, (Rhacodactylus auriculatus)
- Új-kaledóniai óriásgekkó, (új-kaledón óriásgekkó, Rhacodactylus leachianus)
- Rhacodactylus trachyrhynchus
- Rhacodactylus trachycephalus

Korábban idesorolva
- új-kaledóniai vitorlásgekkó, (Correlophus ciliatus; korábban R. ciliatus)
- Correlophus sarasinorum (korábban: R. sarasinorum)
- Mniarogekko chahoua (korábban R. chahoua)

### Tartása
Élettartamát fogságban 20 évre becsülik,de mivel viszonylag új hobbihüllőnek számít, ez a becslés bizonytalan.Rendkívüli népszerűségnek örvend; mivel szelíd és terráriumban könnyen tartható, kezdőknek is ajánlott. A hímek gyakran harcolnak egymással a dominanciáért, ezért együtt tartásuk nem javasolt. Etetése igen egyszerű a gekkótáp elérhetősége miatt.